# 薩莫科夫穹丘
62°36′18″S 60°09′31.3″W / 62.60500°S 60.158694°W

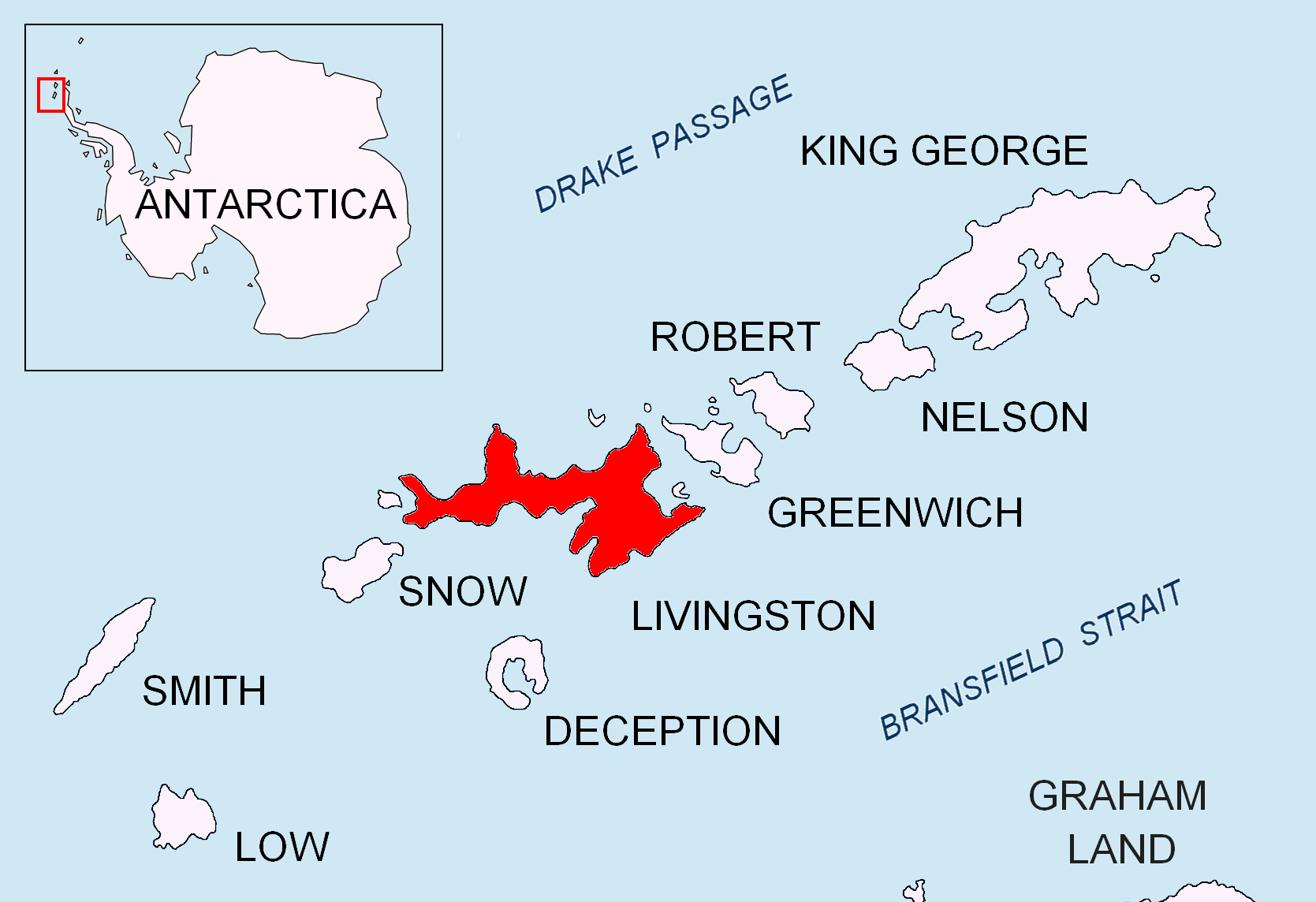

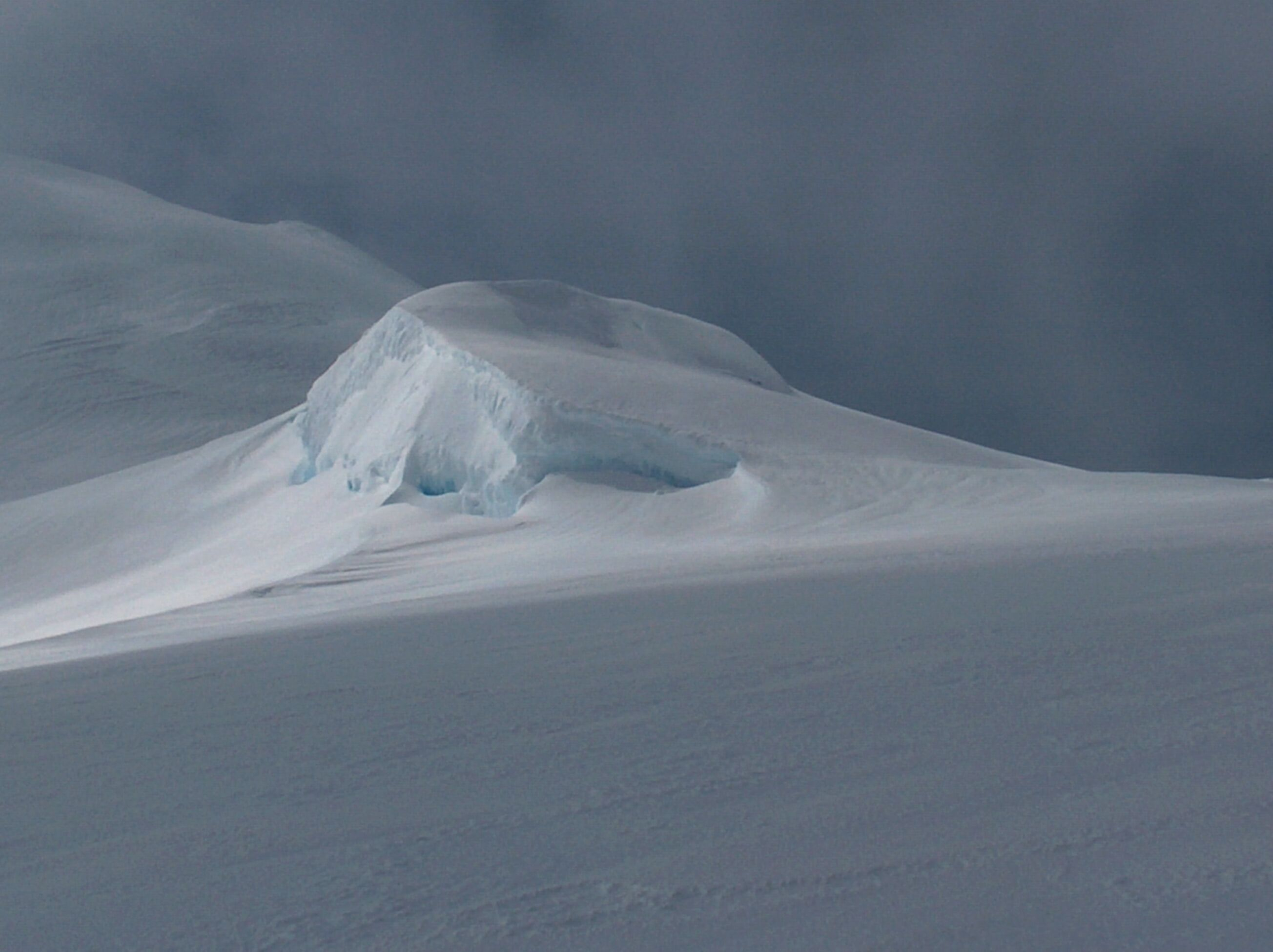

薩莫科夫穹丘是南極洲的穹丘，位於南設得蘭群島的利文斯頓島，海拔高度602米，處於梅爾尼克峰西南面0.48公里、阿塔納索夫冰原島峰西北面2.46公里、阿斯帕魯赫峰以北0.93公里和萊斯利山東南面4.66公里。

## 外部連結
- SCAR Composite Antarctic Gazetteer（页面存档备份，存于）.